# Вындин Остров
Вы́ндин О́стров — деревня в Волховском районе Ленинградской области. Административный центр Вындиноостровского сельского поселения.

## История
Впервые упоминается в Писцовой книге Водской пятины 1500 года как деревня Вындич Остров в Михайловском на Пороге погосте Ладожского уезда.
На карте Санкт-Петербургской губернии 1792 года А. М. Вильбрехта упоминается деревня Остров.
На карте Санкт-Петербургской губернии Ф. Ф. Шуберта 1834 года она обозначена как деревня Вындин Остров, состоящая из 66 крестьянских дворов.

ВЫНДИН ОСТРОВ — деревня принадлежит Казённому ведомству, число жителей по ревизии: 163 м. п., 202 ж. п.; местопребывание пристава. (1838 год)

ВЫНДИН ОСТРОВ — деревня Ведомства государственного имущества, по просёлочной дороге, число дворов — 69, число душ — 187 м. п. (1856 год)

На карте профессора С. С. Куторги 1852 года отмечена деревня Вындин Остров из 66 дворов.

ВЫНДИН ОСТРОВ — деревня казённая при колодцах, число дворов — 69, число жителей: 217 м. п., 250 ж. п.

Часовня православная. Молельня раскольническая. Станция обывательская (1862 год)

Сборник Центрального статистического комитета описывал деревню так:

ВЫНДИН ОСТРОВ — деревня бывшая государственная при реке Волхове, дворов — 110, жителей — 429. Часовня, 3 лавки, ветряная мельница. (1885 год)

Согласно данным первой переписи населения Российской империи:

ВЫНДИН ОСТРОВ — деревня, православных — 366, староверов — 137, мужчин — 225, женщин — 278, обоего пола — 503. (1897 год)

В конце XIX века деревня административно относилась к Михайловской волости 1-го стана Новоладожского уезда Санкт-Петербургской губернии, в начале XX века — 2-го стана.
С 1917 по 1919 год деревня Вындин Остров входила в состав Вындино-Островского сельсовета Михайловской волости Новоладожского уезда.
С 1919 года в составе Пролетарской волости.
С 1923 года в составе Помяловского сельсовета Волховского уезда.
С 1924 года вновь в составе Вындино-Островского сельсовета.
Согласно данным переписи населения СССР 1926 года в деревне Вындин Остров  проживали 839 человек — все русские.
С 1927 года в составе Волховского района.
По данным 1933 года деревня Вындин Остров являлась административным центром Вындиноостровского сельсовета Волховского района, в который входили 5 населённых пунктов, деревни: Вындин Остров, Моршагино, Плотично, Помялово, Свинкино, общей численностью населения 2554 человек.
По данным 1936 года в состав Вындиноостровского сельсовета входили 4 населённых пункта, 675 хозяйств и 4 колхоза.
В 1939 году население деревни Вындин Остров составляло 90 человек.

План деревни Вындин Остров. 1941 год

Согласно топографической карте РККА 1941 года деревня насчитывала 196 дворов. В деревне находился сельсовет.
С 1950 года в составе Волховского сельсовета.
В 1961 году население деревни Вындин Остров составляло 436 человек.
По данным 1966, 1973 и 1990 годов деревня Вындин Остров также входила в состав Волховского сельсовета Волховского района.
По административным данным 1973 года в деревне располагалась центральная усадьба совхоза «Светлана».
В 1997 году в деревне Вындин Остров Вындиноостровской волости проживали 1214 человек, в 2002 году — 1144 человека (русские — 95 %).
С 1 января 2006 года в соответствии с областным законом № 56-оз от 6 сентября 2004 года «Об установлении границ и наделении соответствующим статусом муниципального образования Волховский муниципальный район и муниципальных образований в его составе» деревня Вындин Остров становится центром Вындиноостровского сельского поселения.
В 2007 году в деревне Вындин Остров Вындиноостровского СП проживали 1187 человек.

## География
Деревня расположена в южной части района на левом берегу реки Волхов на автодороге 41А-006 (Зуево — Новая Ладога).
Расстояние до районного центра — 15 км.
В деревне находится остановочный пункт 15 км на ж/д линии Волховстрой I — Чудово. Расстояние до железнодорожной платформы Гостинополье — 2 км.

## Демография
| 1862 | 1897 | 2002  | 2007  | 2010  | 2017  |
| ---- | ---- | ----- | ----- | ----- | ----- |
| 467  | ↗503 | ↗1144 | ↗1187 | ↘1147 | ↗1153 |

### Национальный состав
Согласно данным Всероссийской переписи населения 2021 года в деревне проживали 994 человека, из них:
 русские — 963, украинцы — 9, белорусы — 2, азербайджанцы — 1, грузины — 1, финны — 1, другие национальности — 4 человека, остальные национальность не указали.

## Известные уроженцы
- Иван Сергеевич Обляков (1998) — российский футболист, полузащитник московского ЦСКА и сборной России

## Улицы
Волховская, Островская, Центральная, Школьная.